# Goito
Goito (lombardul: Gùit) település Olaszországban, Lombardia régióban, Mantova megyében. Lakosainak száma 10 027 fő (2023. január 1.). Goito Cavriana, Guidizzolo, Porto Mantovano, Volta Mantovana, Ceresara, Marmirolo és Rodigo községekkel határos.

## Népesség
A település lakossága az elmúlt években az alábbi módon változott:
| Lakosok száma | 10 278 | 10 222 | 10 027 |
|               | 2017   | 2018   | 2023   |

## Testvérvárosok
- Baienfurt, Németország (2005)